# (2948) Amosov
(2948) Amosov est un astéroïde de la ceinture principale.

## Description
(2948) Amosov est un astéroïde de la ceinture principale. Il fut découvert le 8 octobre 1969 à Nauchnyj par Lioudmila Tchernykh. Il présente une orbite caractérisée par un demi-grand axe de 2,86 UA, une excentricité de 0,11 et une inclinaison de 12,3° par rapport à l'écliptique.

## Compléments